# Lichen fruticuleux

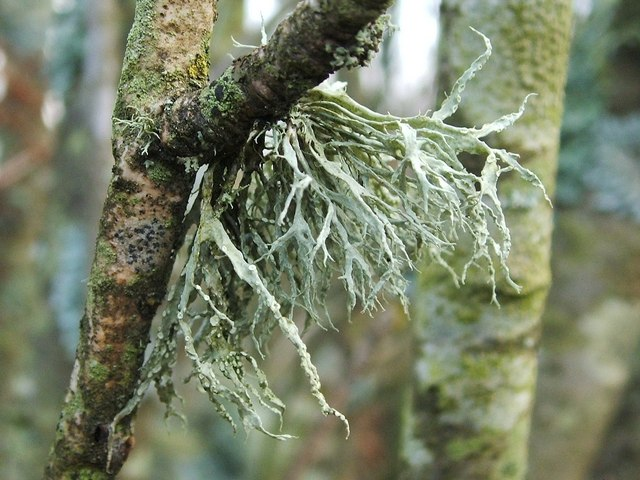
Lichen fruticuleux Ramalina farinacea.

Le lichen fruticuleux est un des trois types de lichens observables. Ce lichen se distingue du lichen foliacé et du lichen crustacé, par la morphologie de son thalle. Il se reconnaît grâce à sa forme de lanière ou de buisson ; il peut être fortement ramifié et également pendant. Le lichen fruticuleux se fixe sur son substrat uniquement par une petite partie, généralement à sa base. La partie accrochée au substrat est appelée crampon. 
Les thalles fruticuleux sont composés d'un seul cortex. Il est divisé en deux chez le lichen foliacé : un cortex supérieur et un cortex inférieur. 

## Caractéristiques
Les lichens sont composés d'un thalle et d'un crampon. Le thalle est le corps végétatif constitué de cellules non différenciées. En effet, il n'y a pas de tiges, de feuilles, ni de racines. Chez le lichen fruticuleux ce thalle est arbustif ou buissonneux. 
Ce lichen n'adhère au substrat que par son extrémité, qui est le crampon. Le crampon est l'extrémité du thalle qui sert de point de fixation.
Ces caractéristiques font que certaines espèces pendent des arbres comme des cheveux.

## Reproduction

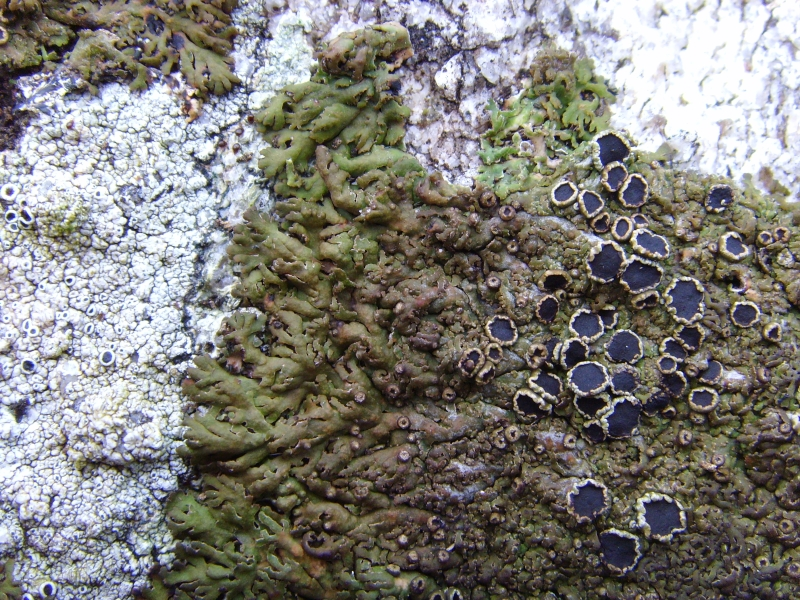
Apothécies visible sur un lichen foliacé Anaptychia runcinata.

Des apothécies orange, structures intervenant dans la reproduction sexuée, sont observables sur le thalle du lichen. Elles mesurent entre 2 et 7 mm et sont bordées de cils clairs.